# فریتس لیبر (نویسنده)
فریتس لیبر (انگلیسی: Fritz Leiber; ۲۴ دسامبر ۱۹۱۰ – ۵ سپتامبر ۱۹۹۲) نویسنده ژانر فانتزی، وحشت و خیال‌پردازی اهل ایالات متحده آمریکا بود.
از فیلم‌ها یا برنامه‌های تلویزیونی که وی در آن نقش داشته‌است می‌توان به کمیل، داستان دو شهر، آلومای دریاهای جنوب، و گریک بزرگ اشاره کرد.
وی همچنین برندهٔ جوایزی همچون جایزه یادبود دیمون نایت، جایزه جهانی فانتری برای رمان، جایزه هوگو برای بهترین داستان کوتاه، و جایزه ادبی هوگو برای بهترین رمان شده‌است.